# S/S Haakon Jarl
S/S Haakon Jarl var 
ett hurtigrutefartyg av stål, som byggdes år 1879 på Lindholmens varv i Göteborg för leverans till Det Nordenfjeldske Dampskibsselskab i Trondheim. Fartyget förliste den 17 juni 1924, varvid 17 personer omkom.
Hon sattes in på en rutt mellan Hamburg och Vadsø, som rederiet drev tillsammans med Det Bergenske Dampskibsselskab och år 1883 sattes hon också in på turistrutten mellan Bergen och Nordkap.
År 1891 byggdes fartyget om vid Nylands Verksted i Kristiania. Hon förlängdes med fem meter, fick ny ångpanna och ny överbyggnad och inredningen byggdes om med bland annat ett kylrum.
År 1902 sattes hon in på en rutt mellan Kristania och Hammerfest och år 1906 byggdes hon om på Akers mekaniske verksted i Kristiania. Hon fick ny överbyggnad och skorsten och ångmaskinen byttes ut mot en större med 760 hästkrafter som tillverkats vid varvet. Även inredningen byggdes om. Den 14 maj 1914 sattes hon in som reservfartyg på Hurtigruten och från den 1 oktober samma år som ordinarie fartyg.

## Förlisning
Strax efter midnatt den 17 juni 1924, då Haakon Jarl var på väg norrut från Bodø, kolliderade hon i tät dimma med sydgående S/S Kong Harald. Fören på Kong Harald skar sig djupt in i Haakon Jarls akterskepp och åtta minuter senare sjönk hon. Sju passagerare och tio medlemmar av besättningen omkom.
Vid det efterföljande sjöförhöret frikändes båda kaptenerna för skuld till förliset. Vraket ligger på 25 till 35 meters djup.